# Tetrazol
Tetrazolii alcătuiesc o clasă de compuși heterociclici cu cinci atomi, dintre care patru atomi sunt de azot și unul de carbon. Tetrazolul, cel mai simplu compus din această categorie, are formula chimică CH2N4.

## Obținere
Tetrazolul se poate obține în urma reacției dintre acidul azothidric și acidul cianhidric. Tratarea nitrililor organici cu azidă de sodiu în prezența iodului sau bisulfatului de sodiu pe suport de dioxid de siliciu pe post de catalizator eterogen permite sinteza avantajoasă a unor 1H-tetrazoli 5-substituiți. O altă metodă presupune deaminarea 5-aminotetrazolului, care poate fi obținut la rândul său plecând de la aminoguanidină:
2-Aril-2H-tetrazolii pot fi sintetizați în urma unei reacții de cicloadiție [3+2] ce se realizează prin tratarea unor săruri de arendiazoniu cu trimetilsilildiazometan.